# Lit Marefià
Lit Marefià o Lèt Marefià o Let Marefiya è una località del Scioa nota per essere stata la sede della prima legazione Italiana presso il Negus Menelik II.
Si tratta di una località montana sospesa sopra la valle dell'Awash, a due ore di cammino impegnativo da Ancober, allora sede dei re dello Scioa donata ad Orazio Antinori, che vi creò una stazione naturalistica ed un piccolo ospedale.
L'altro etimo riconoscibile per il villaggio è Lik Marefià, che i locali usano più di frequente. L'origine di questo nome sarebbe invece "il riposo dei Liqanos", accompagnatori di Maria in una mitologica interpretazione copta etiopica di un viaggio che la Madre di Cristo avrebbe svolto in Etiopia dopo la sua ascensione.
Si trova a circa 2.408 m di altezza, sotto la cima dell'Emmemeret, ai bordi della foresta primaria di "Wef Washa", "Grotta degli uccelli" e nel fondo di un antico cratere.
È abitato da meno di 500 persone.
Sito di interesse storico e naturalistico, è sede di una proposta stazione naturalistica dell'Università di Perugia e della tomba dell'Antinori, che secondo uno dei due possibili etimi avrebbe dato il nome al villaggio "riposo dell'uomo dal colorito pallido" e dei due medici Italiani Ragazzi e Clevers.
A quaranta minuti di cammino si trova il monastero di Mantiq Mariam, antico di oltre mille anni, dove la vita non è cambiata in nulla dalla fondazione, popolato da centoventi monaci e loro parenti.
Salendo per una via diretta è possibile attraversare la detta foresta e giungere al passo del Terma Ber, a circa 3450m. Sopra il passo, più ad est, si trova la regione montana non protetta e scarsamente conosciuta del Mahal Meda, il "Campo di Mezzo", uno dei tre siti di presenza dei mammiferi endemici etiopici lupo rosso o dei Simien Canis simensis e babbuino Gelada. La foresta Wef Washa è sede di un centro di studi ecologici dell'Università di Berna diretto da Hans Hurni, il secondo responsabile del parco montano dei Monti Semien.